# 데이비드 뱀버
데이비드 뱀버(David Bamber, 1954년 9월 19일 ~ )는 잉글랜드의 배우이다.

## 출연 작품

### 영화
- 본 아이덴티티 (2002)
- 갱스 오브 뉴욕 (2002)
- 미스 포터 (2006)
- 작전명 발키리 (2008) - 아돌프 히틀러 역
- 킹스 스피치 (2010) - 연극 연출가 역
- 더 빌리지: 저주의 시작 (2010)
- 더 라임하우스 골렘 (2016)
- 매드 투 비 노멀 (2017, Mad to Be Normal)
- 다키스트 아워 (2017) - 램지 제독 역
- 보리 vs 매켄로 (2017)
- 피털루 (2018)
- The Light Refracts into the Shadows (2018) - 단편
- 에놀라 홈즈 (2020) - 윔블 경 역

### 드라마
- 오만과 편견 (1995)
- ROME 1 (2005)
- ROME 2 (2007)
- Collision (2009)
- 더 파라다이스 (2012)
- What Remains (2013)
- 베리 잉글리시 스캔들 (2018)